# كارل جيبسون
كارل جيبسون (بالإنجليزية: Carl Gibson)‏ هو لاعب دوري الرغبي بريطاني، ولد في 23 أبريل 1963.